# Cynanchum warburgii
Cynanchum warburgii är en oleanderväxtart som beskrevs av Rudolf Schlechter. Cynanchum warburgii ingår i släktet Cynanchum och familjen oleanderväxter. Inga underarter finns listade i Catalogue of Life.